# 松元暢子
松元暢子（まつもと のぶこ、1982年 - ）は、日本の商法学者。

## 略歴
- 2004年3月：東京大学法学部卒業。
- 2005年：弁護士登録（第一東京弁護士会）。
- 2005年：長島・大野・常松法律事務所勤務（〜2007年）。
- 2008年4月：東京大学大学院法学政治学研究科助教（〜2009年6月）。
- 2010年：ハーバード・ロースクール修了。LL.M.修得。
- 2011年7月：東京大学大学院法学政治学研究科助教（〜2013年3月）。
- 2013年4月：学習院大学法学部准教授（〜2016年3月）。
- 2016年4月：学習院大学法学部教授（〜2022年3月）。
- 2022年4月：慶應義塾大学法学部法律学科教授。

## 委員歴
- 2016年12月：総務省地域自治組織のあり方に関する研究会構成員（〜2017年7月）[1]。
- 2020年4月：経済産業省地域の持続可能な発展に向けた政策の在り方研究会委員（〜2020年10月）。
- 2020年5月：経済産業省コーポレート・ガバナンス・システム（CGS）研究会委員（〜2020年7月）。
- 2021年2月：金融庁企業会計審議会監査部会臨時委員（〜2021年11月）。
- 2021年9月：金融庁金融審議会専門委員（金融分科会ディスクロージャーワーキング・グループ）[2]。
- 2021年11月：経済産業省コーポレート・ガバナンス・システム（CGS）研究会委員（〜2022年10月）。

## 主張
- 四半期報告書は、必要だから法制化されており､やる必要がなくなった状況になった訳ではないとし、簡素化･廃止に十分な根拠が必要だと強調している[3]。

## 著作

### 共著
- （神田秀樹（編集）、中空麻奈（著））『企業法制の将来展望：資本市場制度の改革への提言』（資本市場研究会、2022年1月発行）
- （宍戸常寿（編著）、石川博康（編著）、内海博俊（著）、興津征雄（著）、齋藤哲志（著）、笹倉宏紀（著））『法学入門』（有斐閣、2021年4月発行）
- （神田秀樹）『会社法コンメンタール 第14巻 持分会社（1）』（商事法務、2014年3月発行）

### 論文
- （（「信託を用いた事業承継 ー 株式管理信託（議決権信託）の有効性」））『信託その他制度における財産管理継承機能』（トラスト未来フォーラム、2021年10月発行）
- （（「財団法人への財産拠出と信託契約の成否」））『公益法人 第46巻 第5号』（公益法人協会、2017年5月発行）
- （（「漁業協同組合の理事の監督義務」））『ジュリスト 1483号』（有斐閣、2015年8月発行）
- （（「悪意の抗弁の成立」）神田秀樹（編集）、神作裕之（編集））『手形小切手判例百選（第7版）』（有斐閣、2014年11月発行）
- （（「商法（平成一七年法律第八七号による改正前のもの）二六六条一項五号に基づく会社の取締役に対する損害賠償請求権の消滅時効期間」））『法学協会雑誌 第126巻 9号』（法学協会、2009年9月発行）
- （（「取得条項付募集新株予約権と有利発行の判断基準 ー サンテレホン募集新株予約権発行差止事件」））『[ジュリスト 1375号』（有斐閣、2009年4月発行）